# Carola-Klasse
Die Carola-Klasse war eine Klasse von sechs Glattdeckkorvetten, die in den 1870er- und frühen 1880er-Jahren für die deutsche Kaiserliche Marine gebaut wurden. Die vier Schiffe waren Carola, Olga, Marie und Sophie. Die Schiffe waren alle nach Ehefrauen der Herrscher deutscher Staaten benannt. Die Korvetten der Klasse wurden als Ersatz für ältere Dampfkorvetten bestellt und sollten auf ausgedehnten Einsatzfahrten in überseeischen Interessengebieten des deutschen Kaiserreichs Dienst tun. Die Schiffe hatten als Hauptbewaffnung eine Batterie von zehn 15-cm-Ringkanonen und verfügten über eine vollständige Takelage, um die ebenfalls vorhandene Dampfmaschine auf langen Einsatzfahrten in Übersee zu ergänzen. Die Schiffe waren bereits vor dem Baubeginn veraltet. 1884 wurden die Schiffe in Kreuzerfregatten umklassifiziert.

## Geschichte
Nach dem Deutsch-Französischen Krieg startete die Kaiserliche Marine ein generelles Expansionsprogramm, den sogenannten „Flottenplan von 1873“, um die Flotte zu verstärken und zu modernisieren, hauptsächlich, um auf einen möglichen erneuten Konflikt mit Frankreich vorbereitet zu sein. Parallel expandierten aber auch die deutschen Handelsinteressen auf den überseeischen Märkten in Asien, Mittel- und Südamerika und im Pazifik, wobei gleichzeitig andere europäische Mächte begannen, deutsche Unternehmen von Aktivitäten in ihren überseeischen Interessensgebieten auszuschließen. Um diese deutschen Interessen besser zu schützen und zur weiteren Machtprojektion in Übersee wurde ein Bedarf an Kriegsschiffen für lange Reisestrecken und Überseeaufenthalte identifiziert. Mitte der 1870er-Jahre waren die bisherigen Kapazitäten der herkömmlichen Segelkorvetten der kaiserlichen Marine zu gering und außerdem veraltet. Entsprechend entschied das Marinekommando, dass moderne Dampfkorvetten für Aufklärungszwecke sowie für den Dienst in Übersee erforderlich waren. Die technische Innovation der Dampfkraft in der Schifffahrt stand erst seit kurzer Zeit zur Verfügung und hatte bei den Panzerschiffen der modernen Marinen die Segel bereits abgelöst. Die langen Auslandsfahrten, die zur Sicherung der deutschen Wirtschaftsinteressen notwendig waren, erforderten zum einen aber einen viel größeren Aktionsradius als den der Panzerschiffe und zum anderen waren Dampfmaschinen noch nicht zuverlässig und effizient genug, um sich allein auf sie zu verlassen. Für die vorgesehene Aufgabe entschied die deutsche Marineführung daher, dass die Beibehaltung traditioneller Segelanlagen erforderlich war.
Entsprechend wurden zunächst sechs Schiffe der Carola-Klasse 1875 im Rahmen dieses Programms zur Modernisierung der Flotte bestellt. Die zwei letzten Schiffe, die für die Klasse vorgesehen waren, wurden allerdings bereits im Entwurf modifiziert und bildeten in der Folge eine eigene, die Alexandrine-Klasse. Der Entwurf wurde in den späten 1870er-Jahren erstellt und ähnelte dem der wenige Jahre vorher gebauten, etwas größeren Bismarck–Klasse. Die Schiffe galten schon beim Baubeginn als veraltet und wurden daher auf mehrjährigen Einsatzfahrten in Übersee eingesetzt, wo ein Zusammentreffen mit modernen feindlichen gepanzerten Einheiten als unwahrscheinlich galt.
Zweck dieser Einsatzfahrten in Übersee war häufig, deutsche Interessen im Sinne einer Kanonenbootpolitik mittels Machtprojektion zu schützen und die Expansion des deutschen Kolonialreichs ab den 1880er-Jahren voranzutreiben. So waren die Schiffe an der Inbesitznahme der afrikanischen Kolonien Togo, Deutsch-Südwestafrika und Deutsch-Ostafrika, der Kolonie Deutsch-Neuguinea im Pazifik und später bei der Konzession für das Pachtgebiet Kiautschou aktiv beteiligt. Weiterhin wurden sie eingesetzt, um lokale Aufstände gegen die deutsche Herrschaft zu bekämpfen. Mehrmals wurden Schiffe der Klasse bei Unfällen schwer beschädigt. Marie lief vor Neumecklenburg auf Grund, Sophie wurde 1884 von einem Handelsschiff gerammt und Olga strandete 1889 wegen eines Zyklons, jedoch ging keines der Schiffe verloren.
Insgesamt gelang es den Korvetten der Carola-Klasse und den anderen verfügbaren Schiffen, ihre Aufgaben zu erfüllen und das deutsche Kolonialreich, insbesondere im Zentralpazifik, in den 1880er- und 1890er-Jahren zu erweitern.
In den 1890er-Jahren waren alle Schiffe der Carola-Klasse nicht mehr als Kriegsschiffe geeignet und wurden zum Ende des Jahrzehnts aus dem aktiven Dienst genommen. Die Sophie wurde bereits ab 1884 als Schulschiff, Carola und Olga als spezielle Artillerieschulschiffe verwendet. Bei der Marie war der Umbau zu teuer und sie wurde in ihrer Reservetrainingseinheit nicht mehr aktiviert.

## Technik

### Schiffsmaße
Die vier Schiffe der Carola-Klasse hatten eine Gesamtlänge von 76,35 m und eine Kielwasserlinie von 70,6. Ihre Breite betrug 12,5 m und ihr Tiefgang 4,98 m. Die Verdrängung lag zwischen 2.147 t und 2.424 t. Die Schiffsrümpfe wurden mit Eisenspanten konstruiert, welche die Struktur für die Holzbeplankung bildeten. Auf die Planken wurde eine Zinkschicht aufgebracht, um Biokorrosion bei den längeren Einsätzen in Übersee zu verhindern, wo Werftanlagen nicht ohne Weiteres verfügbar waren. Der Rumpf bestand aus neun wasserdichten Abteilungen. Der Kiel und der Achtersteven waren ebenfalls aus Eisen. Alle vier Schiffe hatten zum Schutz der Dampfmaschine einen doppelten Boden unter dem Maschinenraum.
Die nominelle Besatzung der Schiffe bestand aus 269 Offizieren und Mannschaften. Als Schulschiffe war die Besatzung von Sophie und Marie auf 13 Offiziere und 135 Mannschaften reduziert, was Platz für 150 Schiffsjungen an Bord jedes Schiffes ließ. Die Carola hatte eine 256 Mann starke Besatzung, während es auf der Olga 275 waren. Jede Korvette trug mehrere kleinere Boote. Carola und Olga hatten zwei Wachboote, zwei Kutter, zwei Jollen und ein Dingi, während die anderen Schiffe jeweils ein Wachboot, einen Barkasse, zwei Kutter, zwei Jollen und zwei Dingis hatten.

### Antrieb
Carola und Olga wurden von einer 3-Zylinder-Verbunddampfmaschine mittels eines 2-Blatt-Propeller mit einem Durchmesser von 5,02 m angetrieben. Dampf lieferten acht kohlebefeuerte Großwasserraumkessel, die Abgase wurden in zwei Schornsteine geleitet. Marie und Sophie hatten eine 2-Zylinder-Dampfmaschine mit einem im Durchmesser 4,7 m großen Propeller, sechs Kessel und nur einen Schornstein. Jedes Schiff hatte eine Kohlenvorrat von 340 bis 350 Tonnen. Die Stromversorgung erfolgte durch einen Generator, der 2 Kilowatt (2,7 PS) bei 55 Volt erzeugte.
Die vier Schiffe hatten eine geplante Geschwindigkeit von 13,5 Knoten (25,0 km/h) unter Dampf bei einer indizierten Leistung von 2.100 PS (1.600 kW), obwohl sie alle diese Zahlen übertrafen. Carola, das langsamste Schiff der Klasse, erreichte eine Höchstgeschwindigkeit von 13,7 Knoten (25,4 km/h), während Marie und Sophie beide 14 Knoten (26 km/h) erreichten. Der Aktionsradius betrug 3.420 Seemeilen bei einer Geschwindigkeit von 10 Knoten (19 km/h).
Die Schiffe wurden als Dreimast-Bark mit einer Segelfläche von 1.134 bis 1.230 Quadratmetern getakelt, um ihre Dampfmaschinen bei ihren langen Einsätzen im Ausland zu ergänzen, wo Kohle knapp sein konnte. Nachdem sie zu Artillerieschulschiffen umgebaut worden waren, wurden Carola und Olga abgetakelt und erhielten stattdessen Gefechtsmasten mit Mastkörben für leichte Waffen. Die Schiffe wurden mit einem einzigen Ruder gesteuert und ließen sich gut unter Dampf und sogar noch besser unter Segeln manövrieren. Allerdings neigten die Korvetten zum Rollen und Stampfen und verloren bei Gegenwind in beträchtlichem Maß an Geschwindigkeit; kamen bei schlechtem Wetter jedoch gut zurecht.

### Bewaffnung
Die Schiffe der Carola-Klasse waren mit einer Batterie von zehn 15-cm-Hinterladern der Kaliberlänge L/22 bewaffnet, für die insgesamt 1.000 Schuss Munition mitgeführt wurden. Die Geschütze hatten eine Reichweite von 5.000 m. Weiterhin wurden zwei 8,7-cm-Kanonen L/24 mit 200 Schuss Munition und sechs Hotchkiss-3,7-cm-Revolverkanonen mitgeführt.
Auf der Carola, die Anfang der 1890er-Jahre in ein Artillerieschulschiff umgebaut wurde, wurden die 15-cm-Kanonen später auf sechs und dann auf vier Kanonen reduziert und die 8,7-cm-Kanonen durch zwei 10,5-cm-Schnellfeuergeschütze L/35, acht 8,8-cm-Sk L/30 und zwei 5-cm-Sk L/40 ersetzt. Die Olga wurde als Artillerieschulschiff für automatische Waffen umgebaut und trug später nur zwei 8,8-cm-Kanonen und zehn 3,7-cm-Maschinenkanonen eines nicht aufgezeichneten Typs.

## Schiffe
| Schiff | Bauwerft                  | Kiellegung  | Stapellauf        | Indienststellung  |
| ------ | ------------------------- | ----------- | ----------------- | ----------------- |
| Carola | AG Vulcan, Stettin        | 1879        | 27. November 1880 | 1. September 1881 |
| Olga   | AG Vulcan, Stettin        | 1879        | 11. Dezember 1880 | 9. Januar 1882    |
| Marie  | Reiherstiegwerft, Hamburg | 1880        | 20. August 1881   | 1. Mai 1883       |
| Sophie | Kaiserliche Werft, Danzig | Januar 1880 | 10. November 1881 | 10. August 1882   |